# 매니페스토 (슈퍼플라이)
《매니페스토(일본어: マニフェスト)》는 슈퍼플라이가 2007년 8월 1일에 발매한 CD 싱글이다.

## 곡 목록
1. マニフェスト
2. 凛
3. (Please Not) One More Time